# قحازة، بلاد الروس

تعديل مصدري - تعديل

قحازة هي إحدى قرى مديرية بلاد الروس التابعة لمحافظة صنعاء اليمنية، بلغ تعداد سكانها 389 نسمة حسب أحصائيات عام 2004.